# 永和門
永和門，南昌明代七大城門之一，又名澹台門、壇頭門。其遺址位於今南昌八一大道、疊山路、南京西路的交匯處。古代社會這一帶人煙稀少，地處荒僻，因此有“冷壇社廟壇頭門”的俗諺。
Template:七門九洲十八坡